# Le Nuage (film)
Pour plus de détails, voir Fiche technique et Distribution.
Le Nuage (La nube) est un film argentin réalisé par Fernando Solanas, sorti en 1998.

## Fiche technique
- Titre : Le Nuage
- Titre original : La nube
- Réalisation : Fernando Solanas
- Scénario : Eduardo Pavlovsky et Fernando Solanas
- Direction artistique : Hoang Thanh At
- Costumes : Horace Lannes
- Photographie : Juan Solanas
- Montage : Luis César D'Angiolillo
- Musique : Gerardo Gandini
- Pays d'origine : Argentine
- Format : Couleurs - 35 mm - Dolby
- Genre : drame
- Durée : 118 minutes
- Dates de sortie :
  -  Argentine : 3 septembre 1998
  -  Italie : 7 septembre 1998 (Mostra de Venise 1998)
  -  France : 3 février 1999

## Distribution
- Eduardo Pavlovsky : Max
- Laura Novoa :
- Ângela Correa : Fulo
- Franklin Caicedo :
- Carlos Páez :
- Favio Posca : Periodista
- Leonor Manso :
- Luis Cardei :
- Francisco Nápoli : Alfonso
- Cristina Banegas :
- Bernard Le Coq :
- Christophe Malavoy :

## Distinction
- Mostra de Venise 1998 : sélection en compétition